# 11136 Ширлімарінус
11136 Ширлімарінус (11136 Shirleymarinus) — астероїд головного поясу, відкритий 8 грудня 1996 року.
Тіссеранів параметр щодо Юпітера — 3,517.